# Asteroporpa annulata
Asteroporpa annulata är en ormstjärneart som beskrevs av Örsted, Lütken in och Christian Frederik Lütken 1856. Asteroporpa annulata ingår i släktet Asteroporpa och familjen medusahuvuden. Inga underarter finns listade i Catalogue of Life.

## Bildgalleri

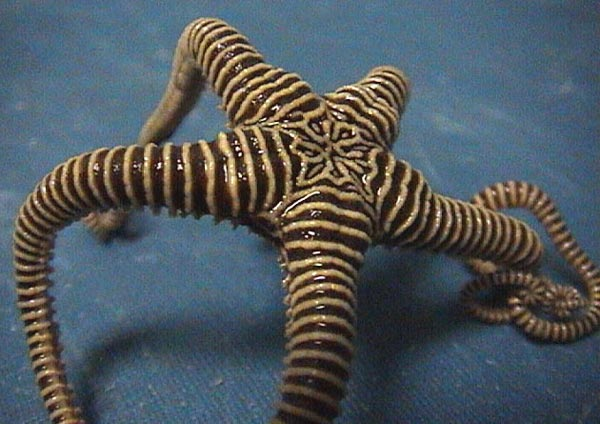
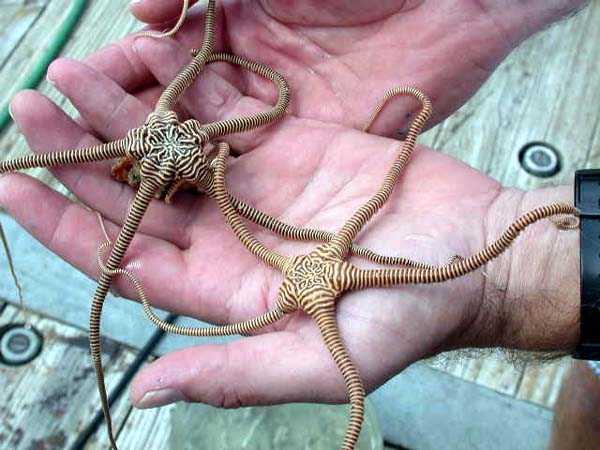
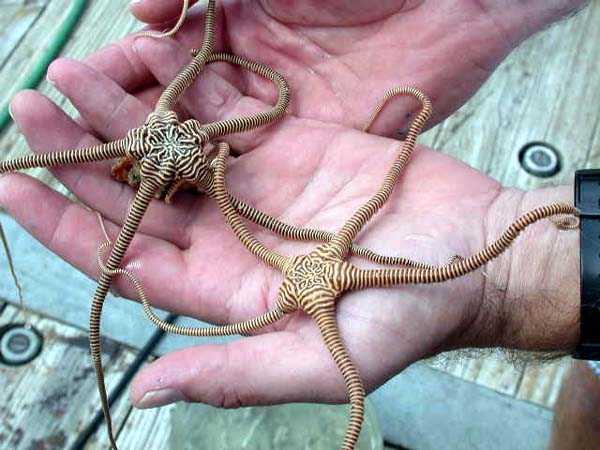